# Искренность (фильм, 1939)
«Искренность» (яп. まごころ магокоро) — японский чёрно-белый фильм-драма режиссёра Микио Нарусэ, вышедший на экран в 1939 году. Главные роли исполнили популярные звёзды довоенного кино Японии Минору Такада и Такако Ириэ.

## Сюжет
Сюжет фильма сфокусирован на двух женщинах, у каждой из которых есть дочери. Девочки — школьницы, но одна (Нобуко) — из сословия среднего класса, а другая (Томико) — из бедной семьи. Цутако (мама Томико) — мать-одиночка, которая работает швеёй на дому. Родительница Нобуко живёт в элегантном доме со своим мужем по имени Кэйкити. Однажды выясняется, что у Кэйкити были романтические отношения с Цутако, и он может быть отцом не только Нобуко, но и Томико. Но его завербовали вскоре после этого откровения и он отправился на войну.

## В ролях
- Такако Ириэ — Цутако Хасэяма
- Минору Такада — Кэйкити Асада
- Сатико Мурасэ — жена Кэйкити
- Эттян — Нобуко, дочь Кэйкити и его жены
- Тэруко Като — Томико, дочь Цутако
- Фусако Фудзима — бабушка
- Сёдзи Киёкава — профессор Ивата

## Премьеры
- — национальная премьера фильма состоялась 10 августа 1939 года[1].